# Yvonne Gisclard-Cau
Pour les articles homonymes, voir Gisclard et Cau.
Yvonne Gisclard-Cau, née le 20 juin 1902 à Carcassonne, et morte dans cette même ville le 26 août 1990, est une sculptrice  et céramiste française.

## Biographie
Née en 1902 dans une famille aisée, son père est un avocat qui devient par la suite assureur. Il est également peintre amateur. Yvonne Gisclard-Cau obtient le baccalauréat en 1919. Son père souhaitait qu'elle suive des études de droit, mais elle se marie avec Edmond Gisclard, un ingénieur chimiste et chef d'entreprise.
Elle pratique la reliure, bénéficiant des cours du peintre Henri Pringuet. Elle s'intéresse aussi à la sculpture et collabore avec Paul Manaut, dont elle est l'élève à partir de 1941. En deux ans, elle maîtrise le moulage, le modelage et la taille directe. En février 1944, tous deux inaugurent un atelier commun à Carcassonne. Ils travaillent ensemble jusqu'à la mort de Paul Manaut en 1959,.

## Œuvres
À Carcassonne
- Monument à Armand Barbès, en collaboration avec Paul Manaut[3].
- Monument à Jules Fil, 1973[3], ancien maire de Carcassonne[6]
- Fresque sur la façade du « Chapeau Rouge » rue Trivalle[3].
- Monument à Paul Sabatier[3].
- Nus[7] et torses féminins[3]. Certains sont exposés au Musée des beaux-arts de Carcassonne.

Dans l'Aude
- Portique entourant l'entrée de l'école élémentaire de Bram avec Paul Manaut, 1952-1953[8].
- Deux demi-reliefs représentants « Hélios et Séléné » pour le collège Saint-Exupéry de Bram, 1962.
- Monument à Pol Lapeyre, à Azille, achevé après la mort de Paul Manaut[3].
- Monument aux morts de Narbonne, seconde version, bronze, 1960[9],[10]
- Neuf pierres sculptées à Sigean, « Les éléments constitutifs des choses », école élémentaire René Azalbert, 1958.
- Décor en demis-reliefs représentant dix-neuf fables de La Fontaine réalisé de 1954 à 1956 pour le collège Jean Bieules à Couiza.

En Ariège
- Façade de l'école de Laroque d'Olmes avec Paul Manaut[11].
- Sculpture du buste de Paul Laffont avec Paul Manaut, Rimont[12]
- Monument aux morts de la guerre de 1939-1945, avec Paul Manaut à Rimont, 1957[13]
- Deux bas-reliefs représentants deux fables de La Fontaine avec Paul Manaut pour le groupe scolaire à Mazères, 1954-1956.

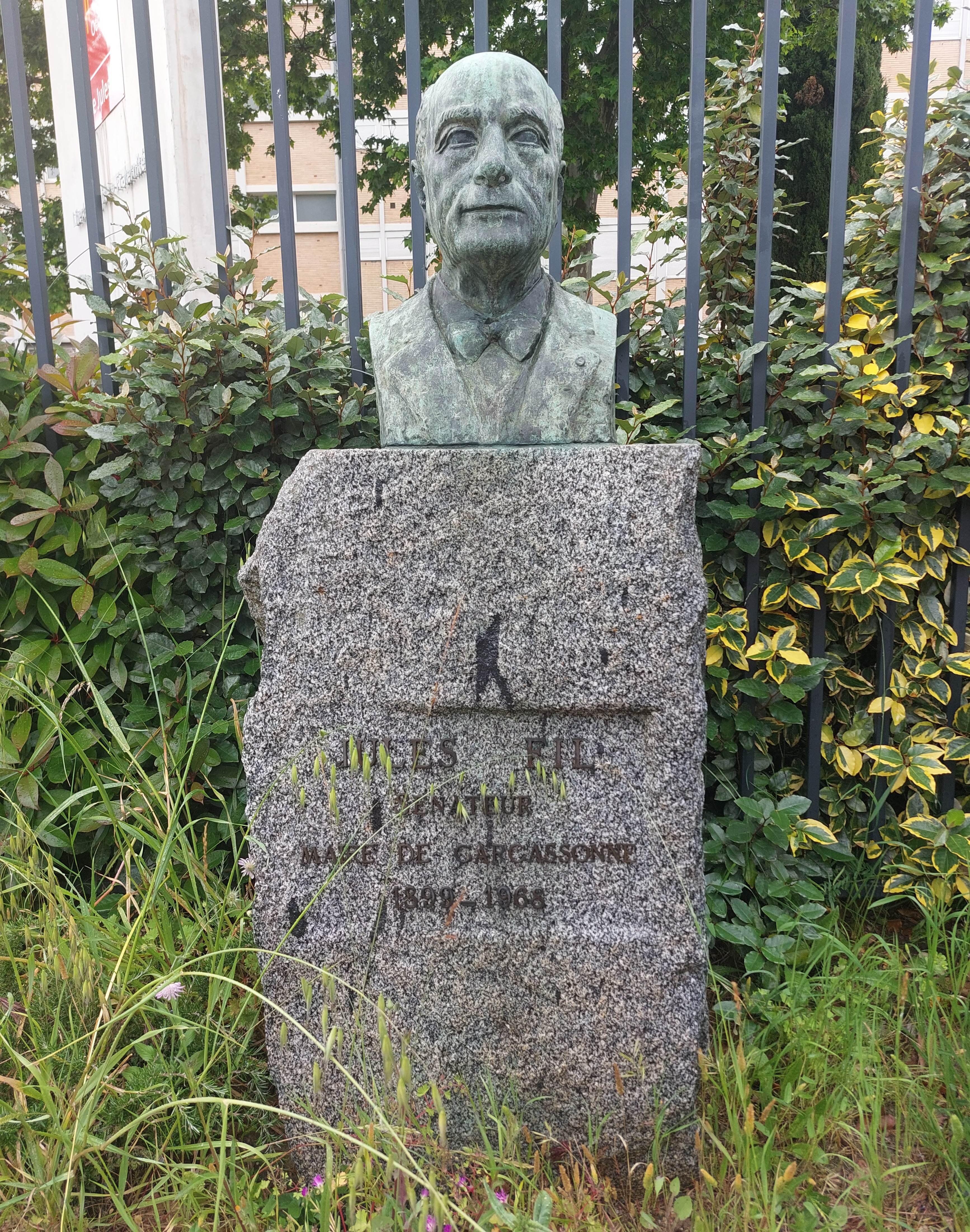
Le buste de Jules Fil visible à Carcassonne devant l'entrée du lycée qui porte son nom, signé Yvonne Gisclard-Cau.
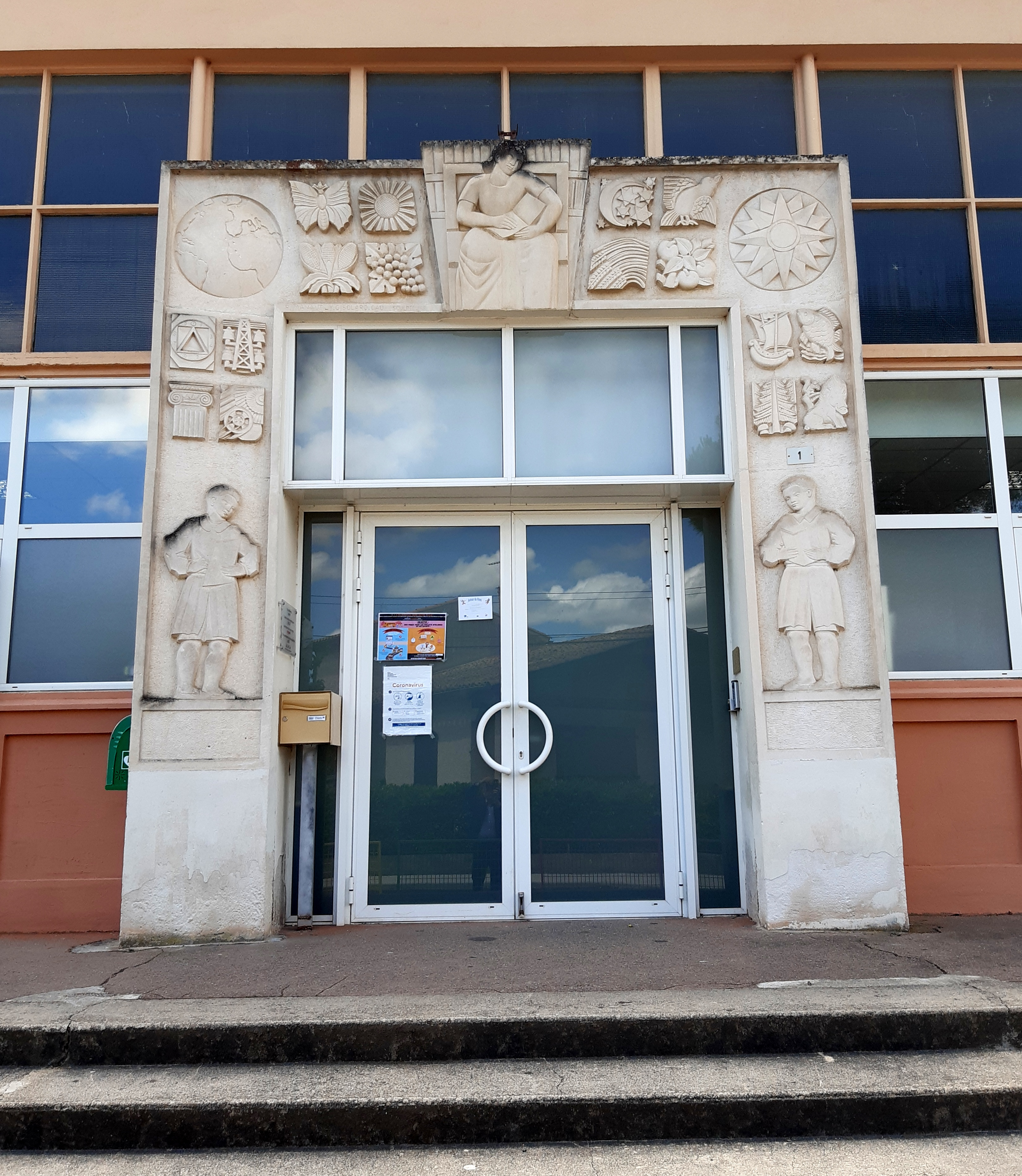
La porte de l'entrée de l'école élémentaire de Bram, signée Yvonne Gisclard-Cau et Paul Manaut.
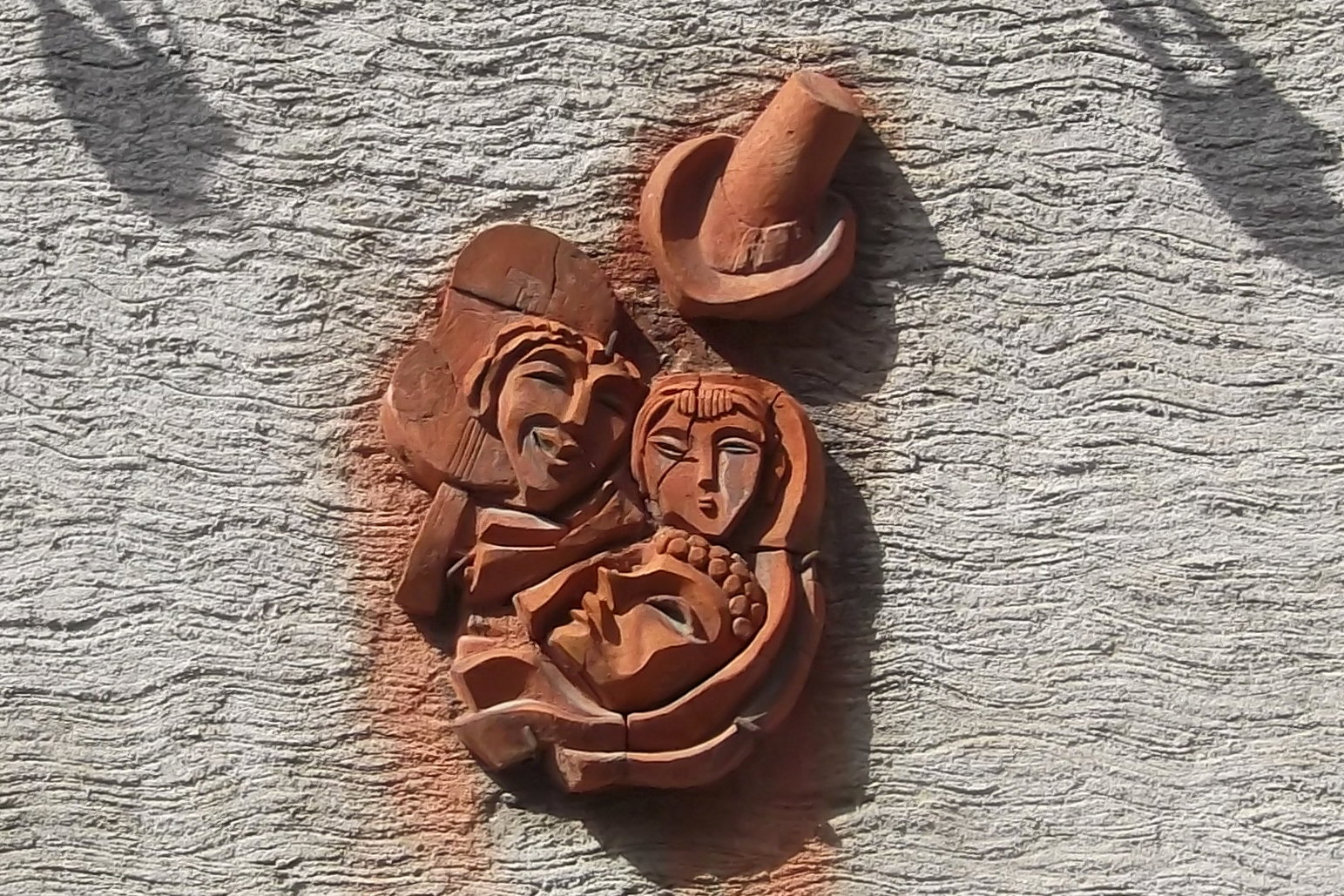
Fresque du « Chapeau Rouge », rue Trivalle.
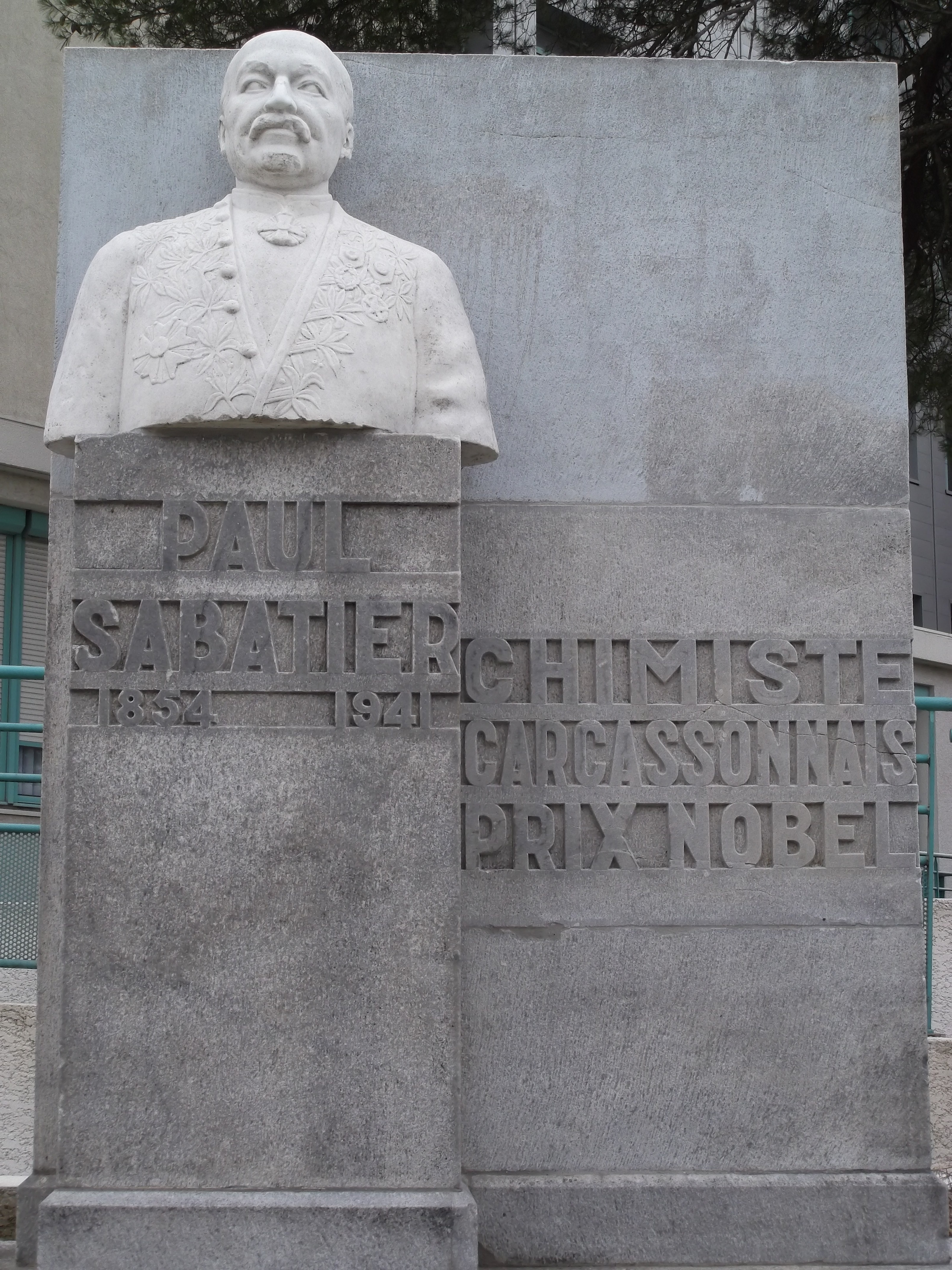
La stèle dédiée à Paul Sabatier signée Yvonne Gisclard-Cau, visible dans l'entrée du lycée qui porte son nom à Carcassonne.

## Expositions
- Salon des femmes peintres et sculpteurs[7]
- Yvonne Gisclard-Cau et Paul Manaut dans les collections du musée des beaux-arts de Carcassonne, du 28 février au 28 mai 2008.

## Distinction et Hommage
- Grand prix national du salon organisé par l'Union des femmes peintres et sculpteurs en 1950.
- Une école porte son nom à Carcassonne[14].